# Stephenville (Newfoundland och Labrador)
Stephenville är en ort i Kanada.   Den ligger i provinsen Newfoundland och Labrador, i den östra delen av landet, 1 300 km öster om huvudstaden Ottawa. Stephenville ligger 15 meter över havet och antalet invånare är 6 278. en flygplats ligger i närheten.
Terrängen runt Stephenville är kuperad norrut, men åt sydost är den platt. Havet är nära Stephenville söderut. Närmaste större samhälle är St. George's, 15,4 km sydost om Stephenville. 
I omgivningarna runt Stephenville växer i huvudsak blandskog. Runt Stephenville är det ganska tätbefolkat, med 139 invånare per kvadratkilometer.